# Prêt-à-Porter
Prét-à-Porter (mesmo título no Brasil; prt: Pronto-a-vestir) é uma comédia satírica de humor negro escrita, produzida e dirigida por Robert Altman em 1994, que se passa durante a temporada e lançamento das coleções de moda em Paris, mesclando o enredo com cenas reais dos desfiles e de seus bastidores.
O filme, que tem a participação de dezenas de atores e atrizes em pequenos papéis, também conta com a presença de diversas celebridades do mundo da moda, como modelos e designers famosos em imagens  reais. Robert Altman faz uma radiografia bastante crítica e satírica do hedonismo, egocentrismo e futilidade existente no universo da moda,

## Sinopse
A história se desenrola a partir de pequenos casos e personagens que se interligam ou não durante o filme, como o casal de amantes ansiosos e atrapalhados vividos por Marcello Mastroianni e Sophia Loren, a jornalista deslumbrada de Kim Basinger ou a trinca de editoras de moda (Linda Hunt, Sally Kellerman, Tracey Ullman) que se digladiam e se humilham para conseguir os serviços exclusivos para suas respectivas revistas de um super fotógrafo, vivido por Stephen Rea, tendo como pano de fundo a própria estação de desfiles de alta costura em Paris.

## Elenco
- Marcello Mastroianni .... Sergei / Sergio
- Sophia Loren .... Isabella de la Fontaine
- Jean-Pierre Cassel .... Olivier de la Fontaine
- Kim Basinger .... Kitty Potter
- Chiara Mastroianni .... Sophie Choiset
- Stephen Rea .... Milo O'Brannigan
- Anouk Aimée .... Simone Lowenthal
- Rupert Everett .... Jack Lowenthal
- Rossy de Palma .... Pilar
- Lili Taylor .... Fiona Ulrich
- Ute Lemper .... Albertine
- Forest Whitaker .... Cy Bianco
- Julia Roberts .... Anne Eisenhower
- Tim Robbins .... Joe Flynn
- Richard E. Grant .... Cort Romney
- Lauren Bacall ....Slim Chrysler
- Lyle Lovett .... Clint Lammeraux
- Tracey Ullman .... Nina Scant
- Sally Kellerman .... Sissy Wanamaker
- Linda Hunt .... Regina Krumm
- Teri Garr .... Louise Hamilton
- Danny Aiello .... major Hamilton
- Tara Leon .... Kiki Simpson

## Personagens reais
Entre as dezenas de personalidades que aparecem no filme como eles próprios em cenas reais estão Thierry Mugler, Bjork, Harry Belafonte, Cher, Claude Montana, Naomi Campbell, Claudia Schiffer e o mágico David Copperfield.

## Recepção
Prêt-à-Porter recebeu revisões geralmente negativas dos críticos, que detém actualmente uma aprovação de apenas 26% no Rotten Tomatoes.
O filme foi recebido pela crítica com uma mistura de aplausos, perplexidade e desdém, causando mal-estar e desconforto entre algumas celebridades da moda, que se sentiram ridicularizadas pelos personagens criados como caricaturas deles próprios. Uma destas estrelas, o estilista Karl Lagerfeld, chegou a discutir pela imprensa com o diretor e a pedir a interdição do filme na Alemanha. A cena final em que dezenas de modelos desfilam nuas pela passarela, após uma crise de falta de criatividade de uma estilista, vivida pela atriz francesa Anouk Aimée, mostrando, na visão de Altman, a temporalidade e futilidade das roupas caríssimas criadas por estes estilistas, tornou-se um clássico.

## Prêmios
Prêt-à-Porter recebeu o prêmio de melhor interpretação dado ao elenco em conjunto pelo National Board of Review em 1994 e foi indicado ao Globo de Ouro nas categorias de melhor filme (comédia ou musical) e melhor atriz coadjuvante (Sophia Loren).

## Trilha sonora
A música na trilha sonora final de Prét-à-Porter, La Vie en Rose, um tradicional sucesso da música popular francesa na voz de Edith Piaf, é cantada no filme  pela jamaicana Grace Jones em ritmo pop e se tornou um grande sucesso nas rádios e danceterias naquele ano.